# Cristian Săpunaru
Ionuț Cristian Săpunaru (* 5. April 1984 in Bukarest) ist ein rumänischer Fußballspieler.

## Karriere

### Verein

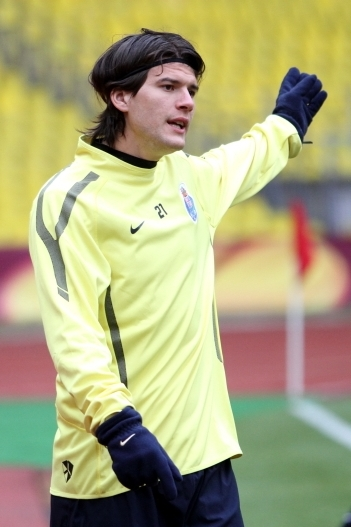
Săpunaru im Training des FC Porto (2011)

Săpunarus Profikarriere startete 2002 beim damaligen rumänischen Vize-Meister FC Național Bukarest. Seit seinem siebenten Lebensjahr gehörte er zum Verein. In seiner ersten Saison 2002/03 kam er auf nur vier Einsätze. Die Folgesaison verlief noch schlechter und Săpunaru musste sich mit einem Auftritt im Dress der Banker begnügen. Zur Winterpause entschied man sich zu einem Ausleihgeschäft und gab ihn für ein halbes Jahr an Callatis Mangalia ab. In der Divizia B sollte er Spielpraxis sammeln. Nach seiner Rückkehr brauchte er noch ein Jahr, ehe er sich 2005/06 zum Stammspieler entwickelte. Im Sommer 2006 wechselte er innerhalb der Hauptstadt und schloss sich Rapid Bukarest an. Noch ein paar Wochen vor der Vertragsunterzeichnung verlor Săpunaru mit Progresul gegen Rapid im rumänischen Pokalfinale.
Im Sommer 2008 wechselte er zum FC Porto. Dort unterzeichnete er einen Fünf-Jahres-Vertrag, wurde aber in der Rückrunde der Saison 2009/10 wieder an Rapid Bukarest ausgeliehen. Nach seiner Rückkehr nach Porto gewann er neben der Meisterschaft 2011 auch den portugiesischen Pokal und die Europa League.
Am 31. August 2012 wurde bekannt, dass Săpunaru zu Real Saragossa wechselt. Mit seinem neuen Klub musste er am Ende der Saison 2012/13 absteigen. Anschließend wechselte er zum FC Elche. Seit Sommer 2014 war er ein halbes Jahr ohne Verein, ehe ihn Rapid Bukarest zurück nach Rumänien holte. In der Saison 2015/16 spielte er dann für Pandurii Târgu Jiu. Im Sommer 2016 schloss er sich Astra Giurgiu an.
Im Sommer 2017 wechselte er in die Türkei zum Erstligisten Kayserispor. Nach zwei Jahren als Stammspieler wechselte Săpunaru zusammen mit seinem Mitspieler Tiago Lopes zum ägäischen Verein Denizlispor, den er jedoch in der Winterpause wieder verließ und zu Kayserispor zurückkehrte.

### Nationalmannschaft
Obwohl er nicht allzu viel Länderspielerfahrung gesammelt hatte, wurde Săpunaru in den Kader der Rumänen für die Fußball-Europameisterschaft 2008 in Österreich und der Schweiz nominiert.
Sein Debüt gab er in der Vorbereitung auf die Europameisterschaft beim Freundschaftsspiel gegen Montenegro.
Bei der Fußball-Europameisterschaft 2016 in Frankreich wurde er in das rumänische Aufgebot aufgenommen. Er gehörte zu den Spielern, die alle drei Gruppenspiele bis zum Ausscheiden über die volle Spielzeit bestritt.

## Erfolge

### Verein
- Național Bukarest (2002–2006)
  - Rumänischer Pokal-Finalist: 2005/06
- Rapid Bukarest (2006–2008)
  - Rumänischer Pokalsieger: 2006/07
  - Rumänischer Supercup-Sieger: 2007
- FC Porto (2008–2012)
  - UEFA-Europa-League-Sieger: 2010/11
  - UEFA-Super-Cup-Finalist 2011
  - Portugiesischer Meister: 2008/09, 2010/11, 2011/12
  - Portugiesischer Pokalsieger: 2008/09, 2010/11
  - Portugiesischer Supercup-Sieger: 2009, 2010, 2011
- Astra Giurgiu (2016–2017)
  - Rumänischer Pokal-Finalist: 2016/17